# Opistòdom

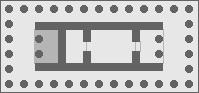
Parts d'un temple amb l'opistòdom destacat

Un opistòdom o opistodomos, també conegut amb el nom llatí de posticum, és el pòrtic posterior d'un temple, habitualment tancat. A l'antiga Grècia, els temples estaven estructurats d'una manera molt senzilla. De planta rectangular hi havia la prónaon, que era el pòrtic d'accés; la cel·la o naós, que era la residència de la deïtat i lloc de culte i l'opistòdom, que era una dependència que hi havia a la part posterior i que no es comunicava amb la cel·la.